# Malchin
Malchin est une petite ville d'Allemagne du nord-est appartenant au Mecklembourg-Poméranie-Occidentale. Elle fait partie de l'arrondissement du Plateau des lacs mecklembourgeois.

## Politique et administration

### Jumelage
Hesperange est jumelée avec :
- Hesperange (Luxembourg)[1].

## Culture locale et patrimoine

### Lieux et monuments
- Église Saint-Jean (XIVe siècle), réputée pour son polyptyque et son mobilier intérieur Renaissance
- Hôtel de ville, mélange de style néoclassique et néobaroque
- Musée
- Porte de pierre, ou Steintor, XVe siècle reconstruite à la fin du XIXe siècle
- Porte de Kalen, ou Kalensches Tor, gothique tardif du XVe siècle
- Fangelturm, ou tour de prison, XVe – XVIe siècles; elle servait de tour de guet et mesure 35 mètres de haut
- Château d'eau, 1902
- Gare, style historiciste en briques (bâtiment du patrimoine protégé)
- Wohnturm, tour de briques
- Restes des remparts
- Cimetière des soldats de l'Armée rouge

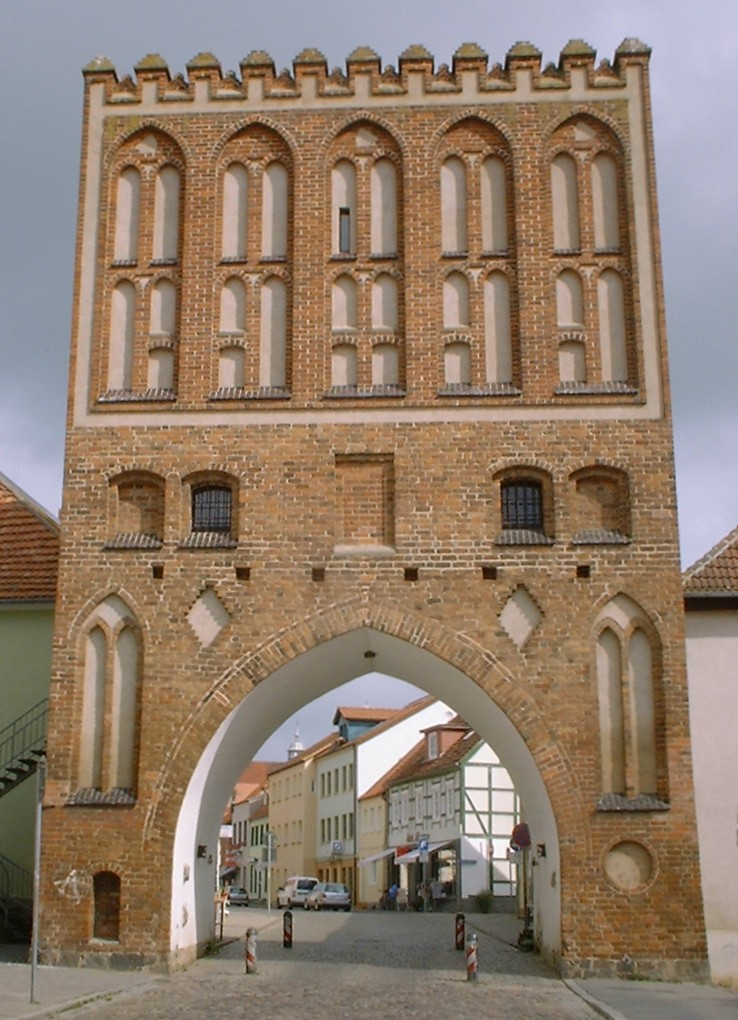
Vue de la porte de pierre (Steintor)
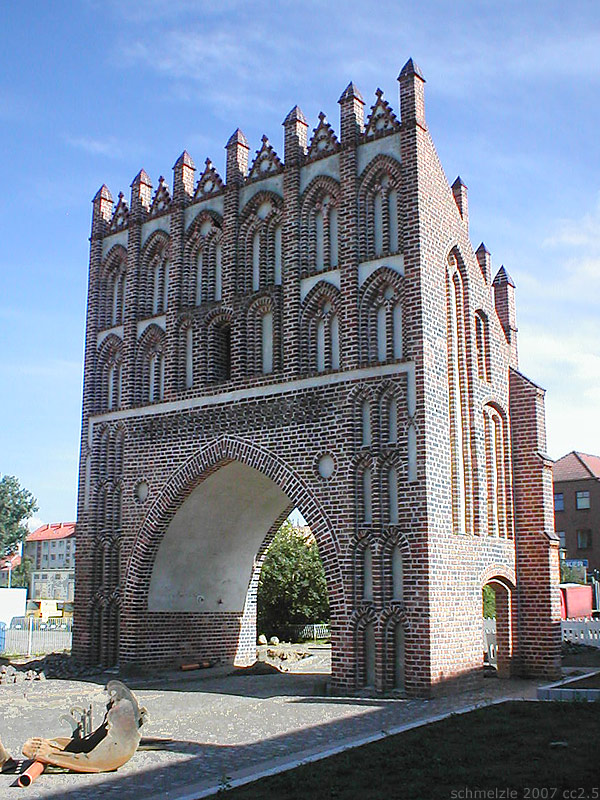
Vue de la porte de Kalen
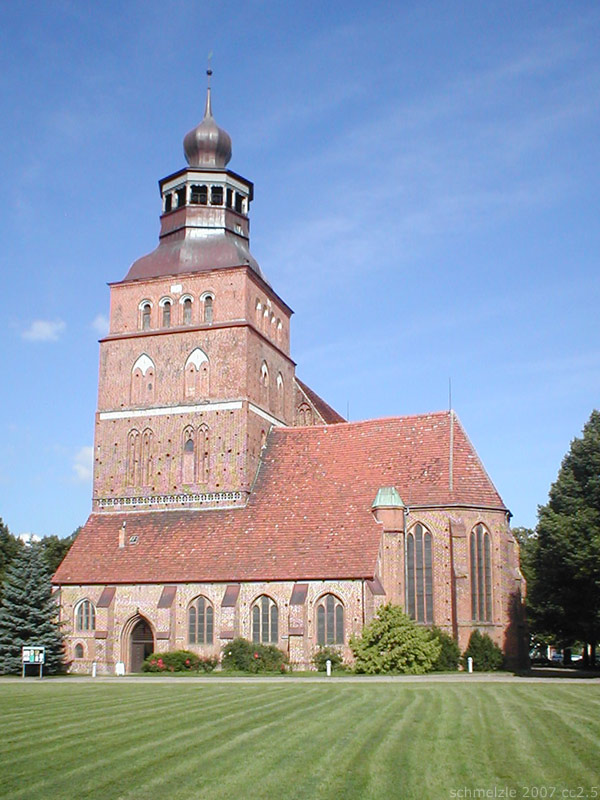
L'église Saint-Jean (XIVe siècle)
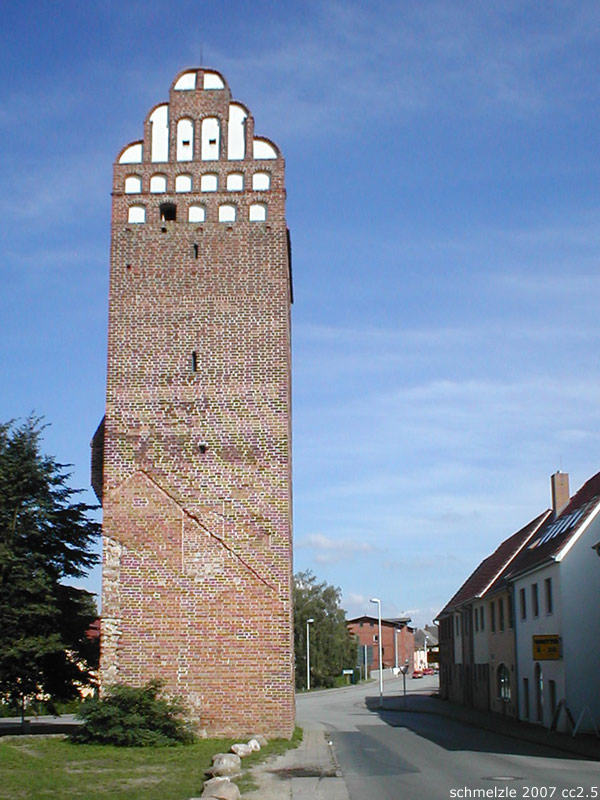
Vue de la tour de guet

## Personnalités liées à la ville
- Karl von Maltzahn (1797-1868), cavalier mort à Duckow.
- Hélène de Mecklembourg-Strelitz (1857-1936), princesse morte à Remplin.
- Charles-Michel de Mecklembourg-Strelitz (1865-1934), général mort à Remplin.